# Voronezjfront
Het Voronezjfront (Russisch: Воронежский Фронт) was een legergroep (front) van het Rode Leger (Sovjet-Unie) die tijdens de Tweede Wereldoorlog de stad Voronezj verdedigde tegen Fall Blau.

## Veldslagen
Het front werd in juni 1942 vanuit het Brjanskfront opgericht.
Van 28 juni tot 24 juli vocht het front naar Voronezj en Kastomenski en tegelijk naar Rossosjanski en Millerovski.
Van 7 tot 24 juli trok het front op naar Rostov aan de Don. 
Van 16 tot 30 december 1942 versloeg het front samen met het Zuidwestelijk Front het Italiaanse 8e Leger bij de Operatie Midden-Don.
Van 13 tot 27 januari 1943 versloeg het front bij Voronezj en Charkiv het 2e Hongaars Leger.
Van 2 februari tot 3 maart heroverde het front Koersk, Belgorod en Charkiv.
Tot 19 maart ging bij de Derde Slag om Charkov weer terrein verloren.
Van 7 mei tot 7 november 1943 verdedigde het front Orjol en Koersk.
In augustus 1943 vocht het front samen met het Steppefront de slag bij Prochorovka.
Op 3 augustus 1943 heroverde het Front Belgorod en Charkiv.
Daarna bevrijdde het front van 26 augustus tot 30 september mee Oost-Oekraïne in de Slag om de  Dnjepr en vocht bij  Tsjernihiv, Poltava, Pripjat, Soemy, Pryloeky en Krementsjoek.
Op 20 oktober 1943 ging het Voronezjfront op in het 1e Oekraïense Front met een nieuw doel: Oekraïne bevrijden.

## Slagorde
- 40e Leger
- 60e Leger
- 6e Leger
- 2e Luchtleger
- 4e  Tankleger
- 17e Tankleger
- 18e Tankleger
- 24e Tankleger

## Commandanten
- Luitenant-generaal Filipp Golikov: juni 1942
- Kolonel-generaal Nikolaj Vatoetin: juni – oktober 1942
- Luitenant-generaal Filipp Golikov: oktober 1942 – maart  1943
- Kolonel-generaal Nikolaj Vatoetin: maart – 20 oktober 1943